# Franziskanerkloster Vossenack

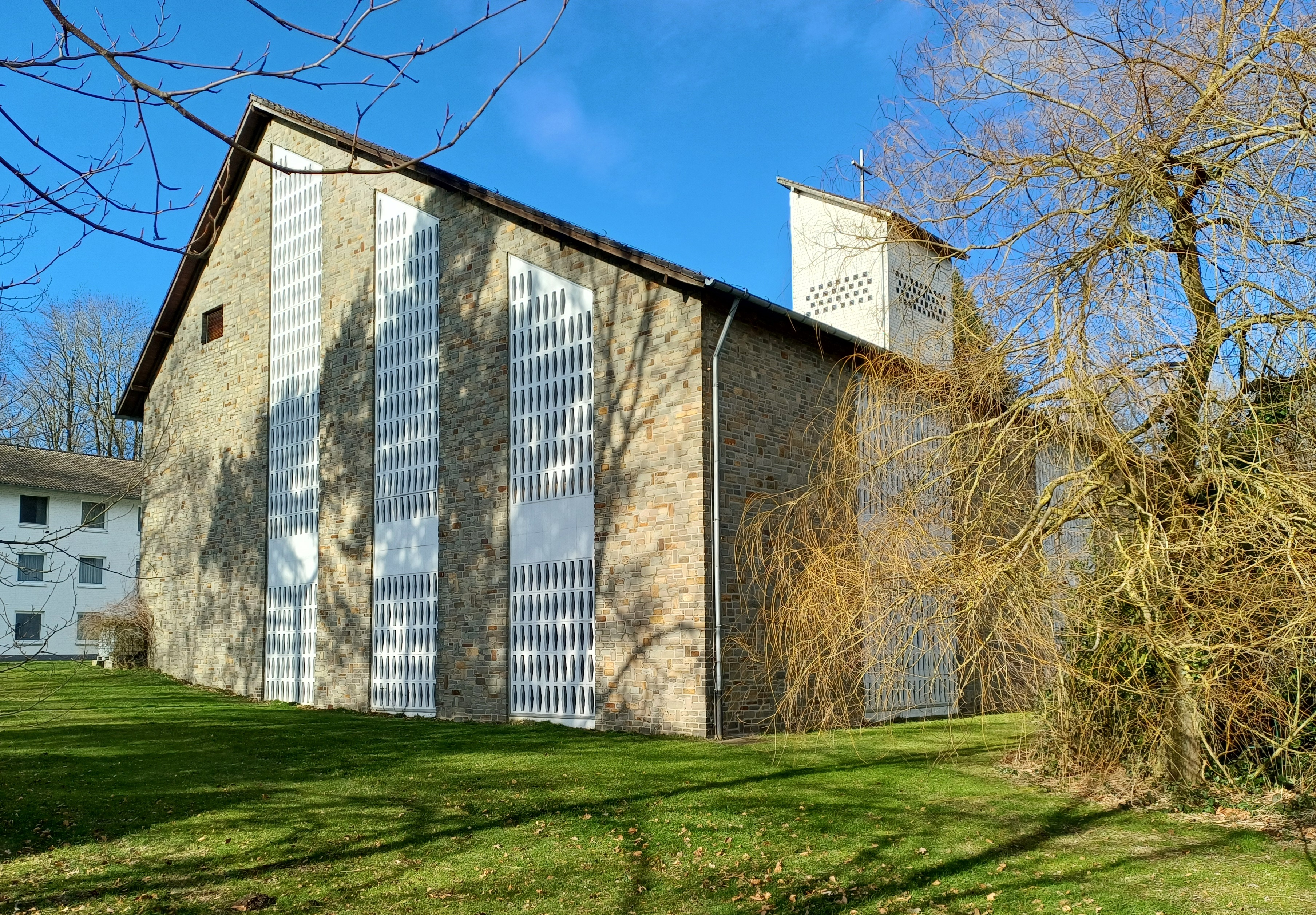
Klosterkirche

Das Franziskanerkloster in Vossenack (Gemeinde Hürtgenwald im Kreis Düren) ist ein römisch-katholisches Kloster des Franziskanerordens. Zum Kloster gehören das koedukative Franziskus-Gymnasium und das Franziskus-Internat für Jungen. Es ist Teil der Deutschen Franziskanerprovinz von der Heiligen Elisabeth, die auch Gesellschafterin der Trägervereins von Gymnasium und Internat ist. Einige Jahre befand sich in Vossenack das Noviziat der Kölnischen Franziskanerprovinz.
Das Kloster mit Kirche, Gymnasium und Internat wurde 1966/67 (Grundsteinlegung am 29. Juni 1966) von der damaligen Kölnischen Franziskanerprovinz von den Heiligen drei Königen (Colonia) als Nachfolge-Einrichtung des Kollegs Exaten bei Roermond erbaut und am 8. Oktober 1967 eingeweiht. Die Franziskaner wählten den Standort in Vossenack in unmittelbarer Nähe zur Kriegsgräberstätte Vossenack bewusst als „Ort des Lebens und der Erziehung“ wegen seiner Lage im Hürtgenwald, wo im Winter 1944/45 in der Schlacht im Hürtgenwald zehntausende Menschen ums Leben gekommen waren. Zur Unterstützung von Schule und Internat gründete die Kölnische Franziskanerprovinz 1985 die bis heute bestehende „Franziskus-Stiftung. Jugendwerk der Franziskaner“.
Bis 2018 war jeweils ein Franziskaner Schulleiter, zuletzt Pater Peter Schorr. Seit 5. Februar 2018 leitet Peter Cordes die Schule, sein Vertreter ist Dirk Sieven. Zum Kloster gehören noch sechs Franziskaner. In der Schule werden 580 Schüler unterrichtet.
In der Klosterkirche hängt seit 2012 ein von Pater Laurentius Ulrich Englisch geschaffener Kreuzweg, der vorher in Kalterherberg und Essen zu sehen war. Der Beuys-Schüler Pater Laurentius lebt im Kloster Vossenack und war dort als Lehrer und Kunsterzieher tätig.

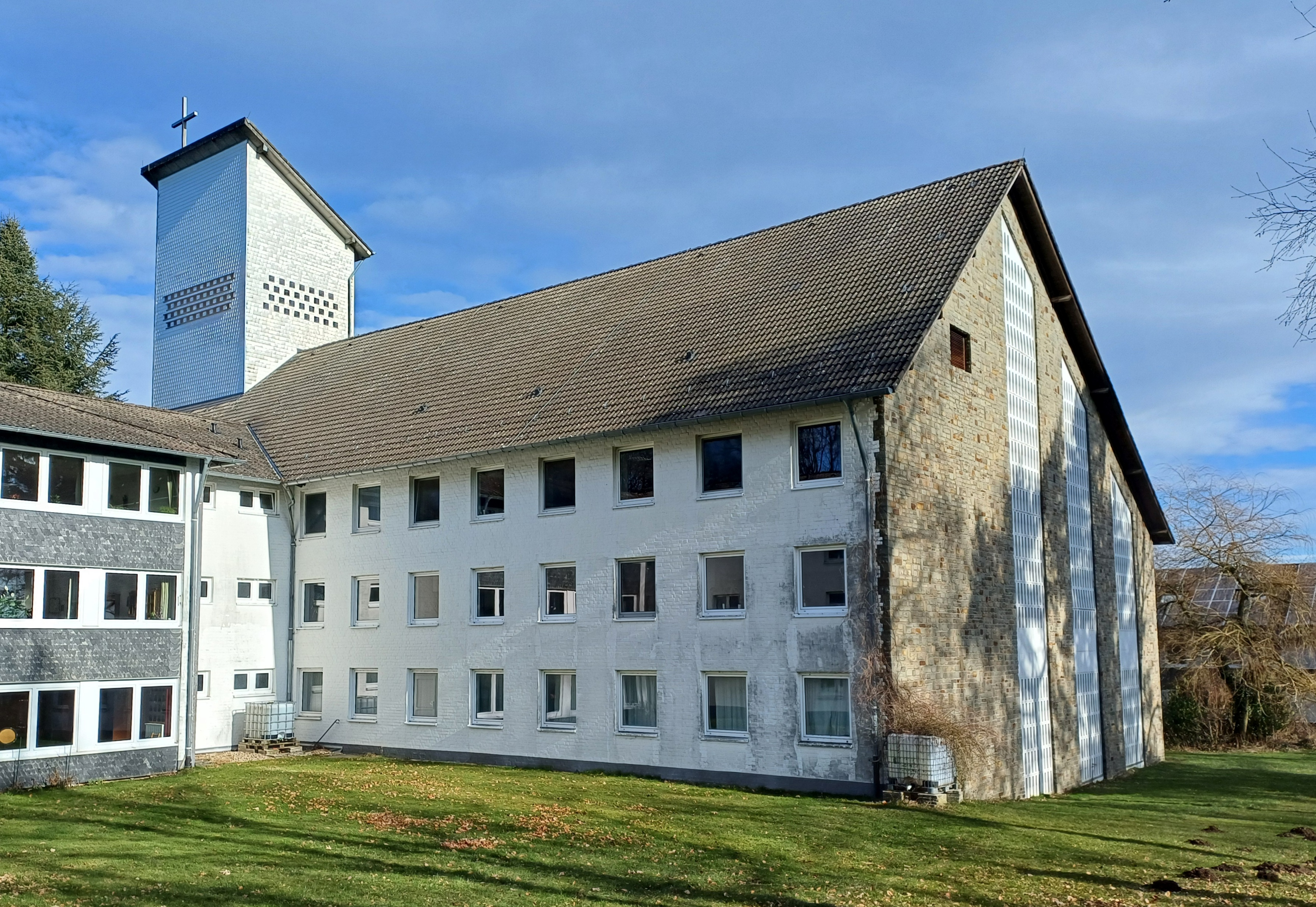
Klosterkirche Rückseite
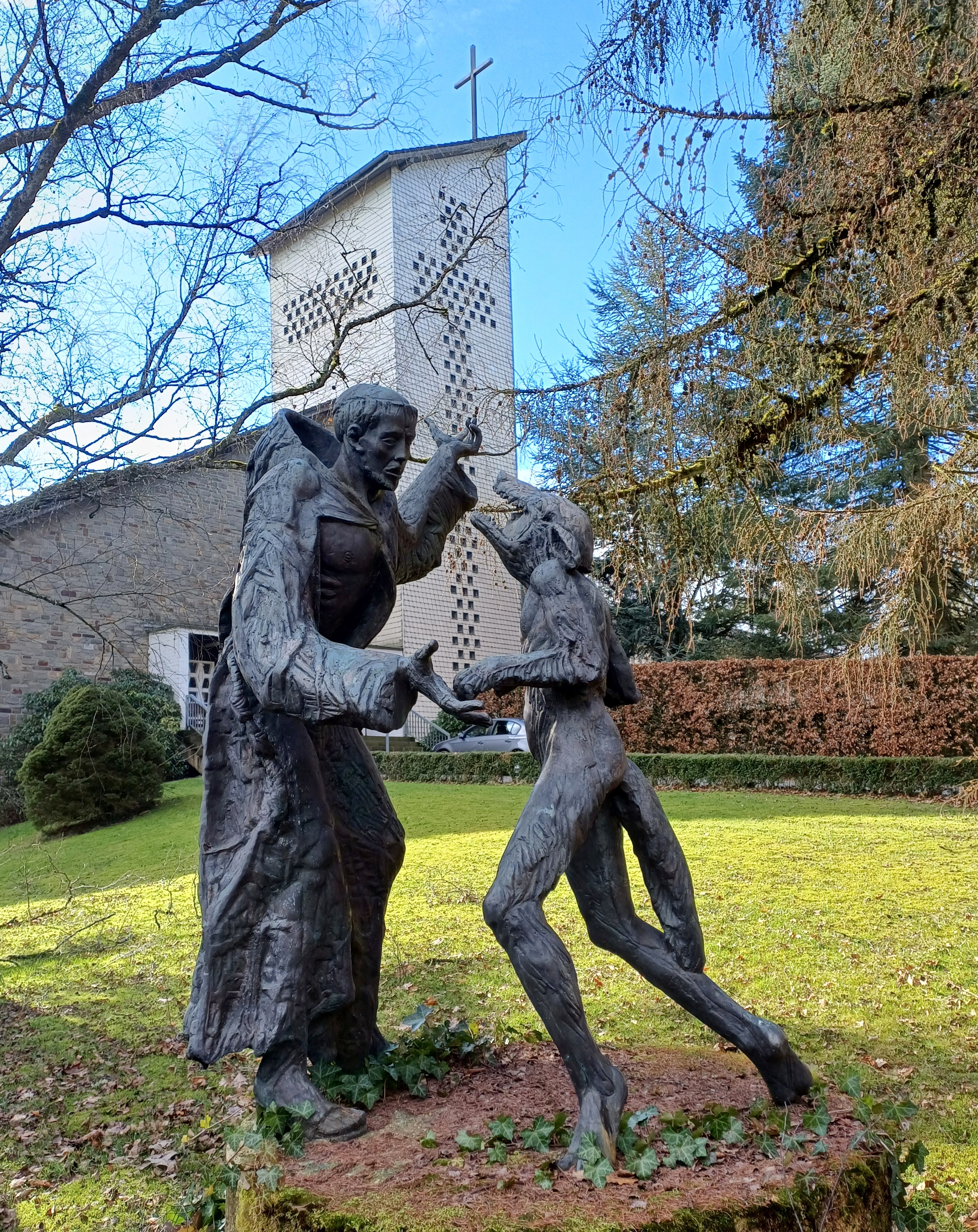
Franziskusstatue
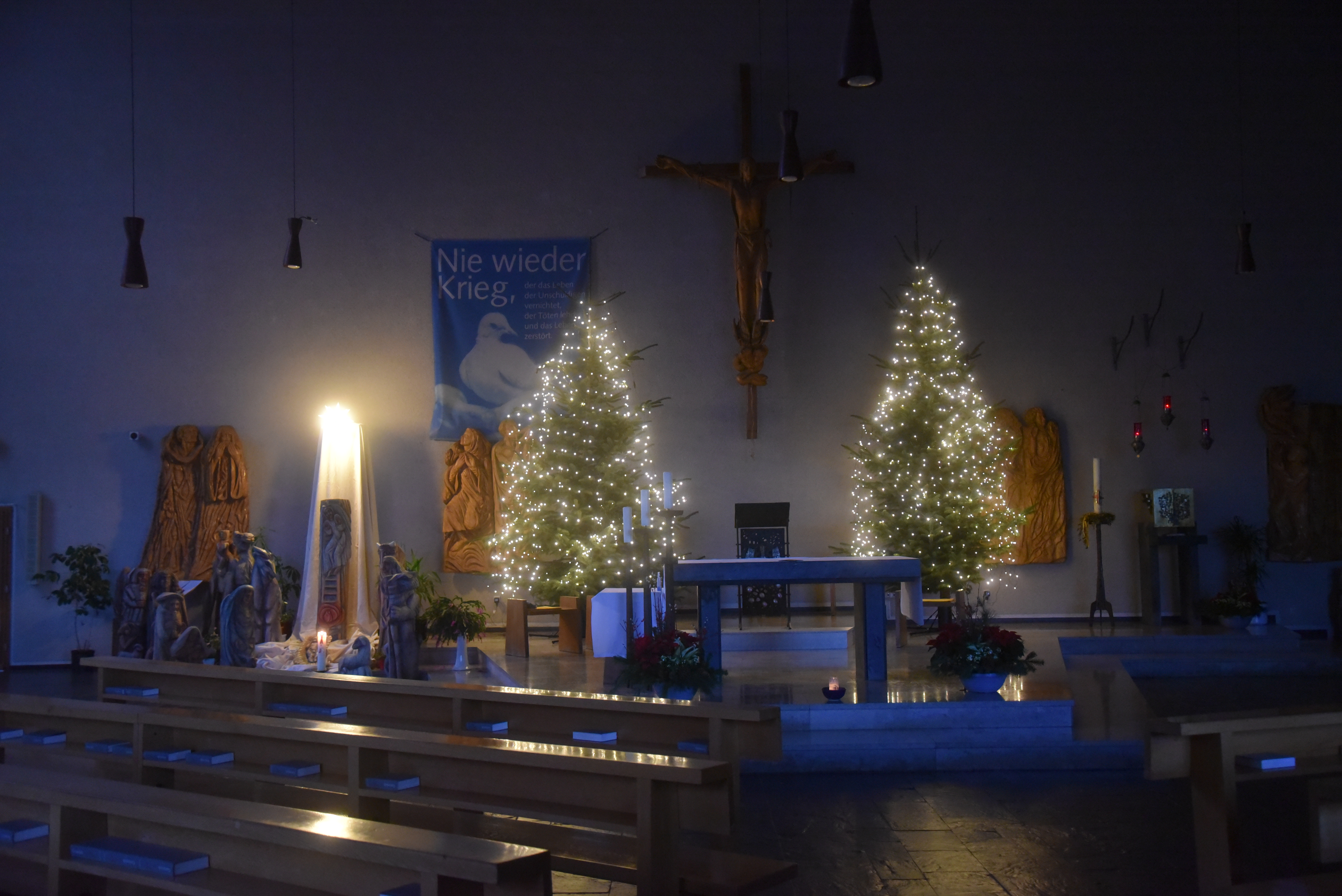
Innenansicht mit Weihnachtsschmuck